# Arthur Foote
Arthur William Foote (Salem, Massachusetts, 5 de març de 1853 – Boston, Massachusetts, 8 d'abril de 1937) fou un compositor estatunidenc. Fou alumne de John Knowles Payne al seu país. Va compondre una sèrie d'obres orquestrals Simfonia, Serenata per a instruments de corda, ouverture the mountains, interludis de Francesca da Rimini, obres de música de cambra i balades corals per a orquestra.